# Loureiro (Peso da Régua)
Loureiro ist eine Gemeinde (Freguesia) im portugiesischen Kreis Peso da Régua. In ihr leben 892 Einwohner (Stand 19. April 2021).